# مونته ورده (شیلی)
مونته ورده  (به اسپانیایی: Monte Verde) یک منطقهٔ مسکونی در شیلی است که در پوئرتو مونتت واقع شده‌است.